# Vàgtàzò Halottkèmek
I Vágtázó Halottkémek (abbreviato VHK) erano un gruppo musicale ungherese etno punk attivo dal 1975 al 2001. La musica composta dal gruppo era caratterizzata dalla ripresa e rielaborazione di antichi canti tradizionali ungheresi in chiave punk. La loro produzione si intreccia con le influenze del rock psichedelico e progressivo, eppure è antecedente alla nascita del movimento punk. Nel complesso il gruppo ha apportato una significativa innovazione nel campo della musica ungherese, scontrandosi spesso anche con le censure del governo comunista.

## Discografia
- 1988 - Teaching Death to Moorish